# Leo Hjelde
Leo Fuhr Hjelde (* 26. August 2003) ist ein norwegischer Fußballspieler, der bei Leeds United unter Vertrag steht.

## Karriere

### Verein
Hjelde wurde als Sohn des norwegischen Fußballspielers Jon Olav Hjelde geboren.  Dieser spielte zu dieser Zeit bei Nottingham Forest in England. Hjelde begann seine Karriere in Norwegen bei Trygg/Lade im gleichnamigen Stadtteil von Trondheim.  Im Jahr 2018 wechselte er zu Rosenborg Trondheim dem größten Verein der Stadt. Als 15-Jähriger besuchte er in die Jugendakademie von Celtic Glasgow aus Schottland. Ab Januar 2021 wurde Hjelde an Ross County in die Scottish Premiership verliehen. Er gab sein Debüt als Profi im Alter von siebzehn im Ligaspiel gegen die Glasgow Rangers am 23. Januar 2021 das mit einer 0:5-Auswärtsniederlage endete. Im März 2021 gelang ihm sein erstes Tor, als er gegen den FC Kilmarnock traf.
Im August 2021 unterschrieb Hjelde für eine nicht genannte Ablösesumme einen Vertrag bei Leeds United.

### Nationalmannschaft
Hjelde spielte im Jahr 2019 dreizehnmal in der norwegischen U-16-Nationalmannschaft. Ein Jahr später debütierte er in der U17, und ein weiteres Jahr später in der U18.